# James Brittain
James Brittain (o Diego Brittain) fue un comerciante inglés que se estableció en la ciudad de Buenos Aires a comienzos del siglo XIX convirtiéndose en uno de los principales comerciantes de esa comunidad.

## Biografía
James Brittain nació en Sheffield. Tras arribar a Buenos Aires en 1812, el 7 de abril de 1813 casó con Frances Kendall, nativa de Alfreton, Derbyshire. Ante la falta de un ministro anglicano, la ceremonia fue presidida por el capitán P Heywood, de la HMS Nereus. Su esposa había arribado al Río de la Plata con sus hermanos Peter y Mathilda Kendall en la fragata George Canning (capitán Thomas Eastman) en el mismo viaje que trajo al país al general José de San Martín.
En Buenos Aires adquirió propiedades y se dedicó prontamente al comercio exterior y a la actividad naval. Al levantarse la escuadra que al mando de Guillermo Brown vencería en la decisiva Campaña naval de 1814 algunos de los principales buques que la constituyeron eran de su propiedad. El Nancy estaba consignado a Diego Brittain, al igual que la fragata Hércules. Fue adquirida por el estado (comisión de Juan Larrea y Guillermo Pío White) en enero de 1814 por la suma de $10500 e incorporada a la escuadra el 6 de ese mes.
Adquirió en 1817 al prior del convento de los Predicadores, fray José Ignacio Grela, una inmensa parcela en la Boca del Riachuelo como tierras baldías y por diez mil pesos los campos de Ibicuy en la Provincia de Entre Ríos. 
La quinta de Brittain en la zona de parque Lezama, ocupaba la mayor parte de lo que hoy se conoce como "Casa Amarilla". Brittain fue el introductor de las peras de agua, llamadas del "Buen Cristiano Williams", o "peras Williams", que se plantaron por primera vez en esa quinta.
En 1821 hizo una importante inversión para abrir una nueva ruta hacia el puerto del Riachuelo a través de sus tierras: el Camino al Muelle del Riachuelo (hoy Avenida Almirante Brown), muelle que también fue obra de James Brittain.
Brittain no vivía en la quinta, sino en la casa de Martín de Sarratea, ubicada en Venezuela 469. Al poco tiempo adquirió otra quinta ubicada en lo que hoy es la Plaza Rodríguez Peña.
Fue también el importador de dos prensas de imprenta que fueron vendidas al estado nacional.
En 1822 integró el primer Directorio del Banco de Buenos Aires. Junto a Armstrong, los hermanos Robertson y Fair controlaban más del 83,5 por ciento de los votos. 
El 13 de abril de 1824 formó parte de la Comisión de Inmigración creada por el presidente Bernardino Rivadavia. 
En 1825 la compañía que formaba desde 1819 con el marino de la Royal Navy, Thomas Winter, Winter-Brittain y Cía, constituía uno de los diez primeros contribuyentes en razón de su capital y uno de los dos extranjeros (el otro era Guillermo Parish Robertson).